# Liste der Bodendenkmäler in Obergriesbach
Auf dieser Seite sind die Bodendenkmäler in der schwäbischen Gemeinde Obergriesbach zusammengestellt. Diese Tabelle ist eine Teilliste der Liste der Bodendenkmäler in Bayern. Grundlage ist die Bayerische Denkmalliste, die auf Basis des Bayerischen Denkmalschutzgesetzes vom 1. Oktober 1973 erstmals erstellt wurde und seither durch das Bayerische Landesamt für Denkmalpflege geführt wird. Die folgenden Angaben ersetzen nicht die rechtsverbindliche Auskunft der Denkmalschutzbehörde.

## Bodendenkmäler der Gemeinde Obergriesbach

### Bodendenkmäler in der Gemarkung Obergriesbach
| Lage                                    | Objekt | Akten-Nr.     | Bild                                          |
| --------------------------------------- | --- | ------------- | --------------------------------------------- |
| Obergriesbach (Standort)                | Brandgräber der römischen Kaiserzeit. Siehe auch: Brandgrab, Römische Kaiserzeit                                                   | D-7-7532-0039 |                                               |
| Obergriesbach (Standort)                | Siedlung der Bronzezeit. Siehe auch: Bronzezeit                                                                                    | D-7-7532-0096 |                                               |
| Obergriesbach (Standort)                | Grabhügel vorgeschichtlicher Zeitstellung und Vogelherd der frühen Neuzeit. Siehe auch: Hügelgrab, Vogelherd                       | D-7-7532-0173 |                                               |
| Obergriesbach (Standort)                | Abschnittsbefestigung vor- und frühgeschichtlicher Zeitstellung.                                                                   | D-7-7532-0203 |                                               |
| Obergriesbach (Standort)                | Straße der römischen Kaiserzeit.                                                                                                   | D-7-7532-0204 |                                               |
| Obergriesbach Stefanstraße 5 (Standort) | Mittelalterliche und frühneuzeitliche Befunde im Bereich der Katholischen Pfarrkirche St. Stephan in Obergriesbach.                | D-7-7532-0218 |                                               |
| Obergriesbach (Standort)                | Mittelalterliche und frühneuzeitliche Befunde im Bereich des ehemaligen Schlosses Obergriesbach. Siehe auch: Schloss Obergriesbach | D-7-7532-0219 | Mittelalterliche und frühneuzeitliche Befunde |
| Obergriesbach (Standort)                | Trichtergruben vor- und frühgeschichtlicher Zeitstellung.                                                                          | D-7-7532-0239 |                                               |
| Obergriesbach (Standort)                | Trichtergruben vor- und frühgeschichtlicher Zeitstellung.                                                                          | D-7-7532-0240 |                                               |

### Bodendenkmäler in der Gemarkung Sulzbach
| Lage                | Objekt                                                | Akten-Nr.     | Bild |
| ------------------- | ----------------------------------------------------- | ------------- | ---- |
| Sulzbach (Standort) | Eisenverhüttungsplatz mittelalterlicher Zeitstellung. | D-7-7532-0238 |      |

### Bodendenkmäler in der Gemarkung Zahling
| Lage                                   | Objekt | Akten-Nr.     | Bild |
| -------------------------------------- | --- | ------------- | ---- |
| Zahling (Standort)                     | Wallanlage vor- und frühgeschichtlicher Zeitstellung. Siehe auch: Wallanlage Zahling                                   | D-7-7532-0037 |      |
| Zahling (Standort)                     | Abschnittsbefestigung vor- und frühgeschichtlicher Zeitstellung. Siehe auch: Abschnittsbefestigung im Taitinger Holz   | D-7-7532-0038 |      |
| Zahling Augsburger Straße 1 (Standort) | Mittelalterliche und frühneuzeitliche Befunde im Bereich der Katholischen Pfarrkirche St. Gregor der Große in Zahling. | D-7-7532-0222 |      |